# 王晓慧
王晓慧，清华大学材料学院教授，主要从事功能纳米材料的合成、结构与性能的研究等方面的研究工作。入选中华人民共和国教育部2009年度"长江学者"特聘教授、中国国家"百千万人才工程"。曾就读于吉林大学化学系物理化学专业。